# Juraxx
juraXX Rechtsanwälte ist eine Marke des Dortmunder Rechtsanwalts Eugen Boss. Eine Kanzleikette namens juraXX Eugen Boss Rechtsanwaltsgesellschaft mbH gilt als erster Versuch, in Deutschland mit einem großen Filialnetz Rechtsberatung und -vertretung zu Discountpreisen anzubieten. Die erste Filiale im Ruhrgebiet eröffnete 2003. Die Gesellschaft betrieb in ihrer Hochzeit 34 bundesweite Zweigniederlassungen und war die erste überörtliche Anwaltssozietät in Deutschland, die gezwungen war, Insolvenz anzumelden. Die Eröffnung des Insolvenzverfahrens wurde im Juni 2007 eingeleitet. Die Gesellschaft ist bei der Rechtsanwaltskammer im Oberlandesgerichtsbezirk Hamm zugelassen.

## Konzept
Bei juraXX handelte es sich um reguläre Anwaltskanzleien, in denen das ganze Spektrum anwaltlicher Tätigkeiten angeboten wurde. Die einzelnen Niederlassungen verfügten jedoch im Gegensatz zu herkömmlichen Kanzleien über eine einheitliche Ausgestaltung zur Förderung des Wiedererkennungswertes an allen Standorten. Der Zugang zur anwaltlichen Dienstleistung sollte transparenter sein, die Hemmschwelle, anwaltlichen Rat in Anspruch zu nehmen, sollte verringert werden. Dazu wurden für die juraXX-Filialen innenstadtnahe Ladenlokale ausgewählt, die fußläufig gut erreichbar waren und die man ohne die Notwendigkeit einer vorherigen Terminsvereinbarung aufsuchen konnte; es gab nach außen erkennbare Preisaushänge mit den durchschnittlichen Kosten einer Erstberatung in ausgewählten Rechtsgebieten. Die Rechtsberatung und -vertretung erfolgte üblicherweise durch den zuständigen Rechtsanwalt vor Ort, allerdings konnte der Rechtsrat auch durch telefonische Beratung oder online (per E-Mail) erteilt werden. Vor Ort sollten jeweils Rechtsanwälte zumindest mit Kenntnissen in den juristischen Kernbereichen Arbeitsrecht, Verkehrsrecht, Strafrecht, Mietrecht, Familienrecht sowie im allgemeinen Zivil- und Verwaltungsrecht vorhanden sein. Darüber hinausgehende Kenntnisse sollten durch überörtlichen Austausch zu Hilfe genommen werden können.
JuraXX galt als „Discounter“ unter den Rechtsanwälten und erwarb sich diesen Ruf durch eine  Werbekampagne, in der mit günstiger Erstberatung ab 20 € geworben wurde.

## Geschäftsführer und Gründer
- Seniorpartner (Mehrheitsgesellschafter) und Geschäftsleitung: Rechtsanwalt Eugen Boss
- Mitgründer und Geschäftsstratege: Oliver Kupper (heute Oliver von Ameln)

## Konzept
Das Konzept sah nicht die Anstellung von Junganwälten, sondern den Direkteinstieg von Junganwälten als Partner bei der Großkanzlei vor.
Der neue Partner schloss mit juraXX einen sogen. Partnerschaftsvertrag und verpflichtete sich, juraXX ein Partner-Darlehen über 50.000 € zu gewähren; im Gegenzug verpflichtete sich die Gesellschaft, aus dem Partnerdarlehen an den Rechtsanwalt einen monatlichen Mindestbetrag von 1.667,00 Euro ("Entnahme") auszuzahlen (wobei sich der Auszahlungsbetrag um die vom Anwalt erwirtschafteten Honorarprovisionen kontinuierlich verringerte), solange die Provisionen aus vereinnahmten Honorarumsätzen diesen Mindestbetrag nicht erreichten und solange das gewährte Darlehen noch nicht aufgebraucht war. In den ersten Niederlassungen waren die Partner durchschnittlich nach 1½ - 2 Jahren nicht mehr auf diese sogen. Entnahmen angewiesen.
Diesem System wurde später vorgeworfen, dass durch die schlechte wirtschaftliche Lage seit Mitte 2006 die Partnerdarlehen der Neuanwälte für die Deckung der laufenden Verluste verwendet wurden, das Konzept gleichsam ein „Betrügerisches Schneeballsystem“ gewesen sei.
JuraXX stellte neuen Anwälten ein Büro inklusive Büroausstattung, die Teilnahme am sogenannten juraXX-Netzwerk und einer zentralisierten Verwaltungs- und Mahnabteilung sowie IT-Support zur Verfügung.

## Entwicklung

### Entwicklung 2003 bis 2006
Das Unternehmen juraXX Eugen Boss Rechtsanwalts-GmbH wurde 2003 mit Hauptsitz in Dortmund-Hörde (Faßstraße) gegründet. Die erste Filiale wurde im Oktober 2003 direkt am Stadttheater (Hansastraße) in der Dortmunder Innenstadt eröffnet, im gleichen Monat eröffnete auch die zweite Filiale in Lünen (Münsterstraße). Anfang 2004 folgten dann weitere Neueröffnungen im Bereich Rhein/Ruhr (z. B. Bochum, Essen, Hagen, Recklinghausen). Im Oktober 2004 erfolgte die Filialeröffnung in Würzburg, im September 2004 die Filialeröffnung in Lübeck. Es folgten im März 2005 die Filiale Köln und im April 2005 die Filiale Berlin. Im Mai 2005 zog die Hauptniederlassung innerhalb von Dortmund um. Man mietete zwei komplette Büroetagen im Gebäude der HDI-Versicherung an der Märkischen Straße an. Im November 2005 folgte die Filialeröffnung in München und im Dezember 2005 die Filialeröffnung in Frankfurt am Main.
Im Januar 2006 wurde das Unternehmen Kooperationspartner des Fernsehsenders JobTV24 und ab März 2006 wurde auch Steuerberatung deutschlandweit angeboten. Es gab Kooperationsvereinbarungen mit der ARAG (Rechtsschutzversicherer) und der DEKRA. Ende 2006 verfügte die Kette bereits über 33 Niederlassungen mit insgesamt – nach eigenen Einschätzungen – etwa 300 Arbeitsplätzen.

### Krise ab Sommer 2006
Eine im Sommer 2006 beauftragte Wirtschaftsprüfungsgesellschaft sagte voraus, dass JuraXX im September 2006 die Kontokorrentlinie überschreiten würde. Grund für diese Prognose war die Einschätzung, dass die für das Konzept notwendigen Investitionen und die getätigten Entnahmen nicht mehr durch die zu erwartenden Honorare und die Darlehen der neu einsteigenden Anwälte gedeckt würden. Bis Ende 2006 konnten zwei Insolvenzanträge abgewehrt werden. Mit den durch neue Gesellschafter eingehenden Darlehen wurden bestehende Verbindlichkeiten gedeckt, die Geschäftspraxis begann damit einem sogenannten Schneeballsystem zu ähneln. Nachdem die monatliche Rücküberweisung an die beteiligten Anwälte ab Beginn 2007 stockte und ab März/April 2007 für 29 Filialen die Miete nicht bezahlt wurde, begannen beteiligte Rechtsanwälte zu kündigen. Der Umsatz (2006 noch 6,5 Millionen €) brach ein. Im April 2007 attestierte eine Beratungsgesellschaft der juraXX GmbH eine lebensbedrohliche Krise. Beim Amtsgericht Dortmund wurden Insolvenzanträge gestellt, bei der Staatsanwaltschaft Dortmund werden gegen den Gründer Herrn Boss und vier weitere Gesellschafter Ermittlungen wegen Betruges und Insolvenzverschleppung aufgenommen.
Am 4. Juni 2007 legte Boss ein Sanierungskonzept vor. Dieses sieht die Umwandlung in ein Franchisesystem vor. Hierbei sollen die einzelnen Filialen selbstständig arbeiten und 5 % des jeweiligen Umsatzes an JuraXX abführen. Die Firmenzentrale sollte nur noch für Finanzbuchhaltung und das Computernetzwerk tätig sein. Das lehnte die große Mehrheit der Gesellschafter aber ab.
Infolge des Insolvenzantrags bestellte das Amtsgericht Dortmund am 26. Juni 2007 einen vorläufigen Insolvenzverwalter. Kurz darauf zählte das Unternehmen nur noch 18 Niederlassungen und 65 Anwälte. Sieben der Niederlassungen wurden von den jeweils dort arbeitenden Anwälten übernommen. Es ist zu erwarten, dass die Rechtsanwaltskammer Hamm der juraXX GmbH in Kürze die Zulassung als Rechtsanwaltsgesellschaft wegen der unsicheren Vermögensverhältnisse entzieht.
Am 1. September 2007 wurde das Insolvenzverfahren eröffnet.
Die ab November 2007 zeitweilig unerreichbare Domain juraxx.de leitet mittlerweile auf die Website eines bayerischen Einzelanwalts weiter.
Mehrere derjenigen ehemaligen Niederlassungen wurden von den jeweiligen Rechtsanwälten übernommen. Zwei, eine in Essen und eine in Bochum, führen auch heute noch die Marke "juraXX Rechtsanwälte".

## Kritik
Das Konzept der Kette wurde zunächst als Discount-Konzept, vor allem von den Rechtsanwaltsvereinen kritisiert. Es würde sich um Formen des unseriösen Preisdumpings handeln, der letztlich sich auf die Qualität der Beratung auswirken würde. Demgegenüber weist JuraXX darauf hin, dass es sich um Einstiegsangebote handele. Den Mandanten solle durch die klare Preisgestaltung klar dargelegt werden, was der anwaltliche Rat koste. Im Februar 2007 teilte die Stiftung Warentest mit, dass ein für ihr Magazin Finanztest tätiger Mitarbeiter sich zu einer Stichprobe in sechs JuraXX-Filialen begab, jeweils mit einem Problem zum Mietrecht und einem zum Internetvertrieb. Die Rechtsanwälte sollen nach Angaben der Stiftung Warentest aktuelle Rechtsprechung nicht berücksichtigt haben und im Mietrecht eine erhebliche Nachfrage unterlassen haben. Von Seiten von JuraXX könne hierzu ohne Entbindung von der Verschwiegenheitspflicht nicht Stellung genommen werden.
Seit Sommer 2006 war die finanzielle Schieflage der juraXX GmbH durch ein Gutachten intern bekannt. Trotz dieser Tatsache (oder gerade deswegen) stellte die JuraXX weiter Anwälte ein, mutmaßlich um mit den Partnerdarlehen ausstehende Verbindlichkeiten zu bezahlen.
Da neu angeworbene Junganwälte beim Vorstellungsgespräch nicht über die finanzielle Situation aufgeklärt wurden, erstatteten einige von diesen ab Dezember 2006 Anzeige wegen Betruges, da sie der JuraXX nicht nur Darlehen gegeben, sondern auch deren Sicherungskosten übernommen haben. Das führe u. a. im Falle der drohenden Insolvenz dazu, dass externe ausstehende Verbindlichkeiten vor internen beglichen werden, also mit dem Darlehen.
In einer Mitteilung bezeichnete JuraXX die Berichterstattung in der Presse als „veranlasst von Partnern, die ihre wirtschaftlichen Erwartungen als nicht erfüllt betrachten“. Damit solle versucht werden, Druck auszuüben.